# Die Harke
Die Harke ist eine lokale Tageszeitung in Niedersachsen mit Sitz in Nienburg/Weser.
Ihr Verbreitungsgebiet umfasst den Landkreis Nienburg/Weser. In den Gemeinden, die bis zur Gebietsreform in Niedersachsen zum Landkreis Grafschaft Hoya gehörten, ist jedoch die Kreiszeitung die vorherrschende Tageszeitung. Die verkaufte Auflage beträgt 13.457 Exemplare, ein Minus von 43 Prozent seit 1998.
Das Verbreitungsgebiet im Einzelnen:
- Die Harke: Eystrup, Grafschaft Hoya, Heemsen, Landesbergen, Liebenau, Marklohe, Nienburg/Weser, Rehburg-Loccum, Schlüsselburg, Siedenburg, Staffhorst, Steimbke, Steyerberg, Stolzenau, Uchte (mit Umgebungen)
- Die Harke am Sonntag: Landkreis Nienburg (der sogenannte Nordkreis mit der Samtgemeinde Grafschaft Hoya wird wie auch weitere Teile im Landkreis nicht mehr mit einer gedruckten Ausgabe beliefert)

## Beschreibung
Die Harke erscheint von Montag bis Samstag im Rheinischen Zeitungsformat.
Der Zeitungsmantel wird vom RedaktionsNetzwerk Deutschland aus Hannover bezogen, das eine Tochterfirma der Hannoverschen Allgemeinen Zeitung ist.
Die Harke wurde 1871 gegründet und wird heute von der J. Hoffmann GmbH & Co. KG herausgegeben.
Vom 1. Juli 2013 bis 1. Juli 2021 wurde Die Harke vom Mindener Druckhaus Bruns, in dem auch das Mindener Tageblatt erscheint, gedruckt.
Sonntags erscheint das kostenlose Anzeigenblatt Harke am Sonntag mit fast ausschließlich lokalen Berichten.

## Geschichte
Als eine der wenigen Tageszeitungen Deutschlands ist Die Harke seit fünf Generationen im Familienbesitz der Verleger-Familie Hoffmann / Rumpeltin. Die Wurzeln der Zeitung reichen bis ins Jahr 1871 zurück. Damals wurde auch der in der deutschen Zeitungslandschaft einmalige Name geprägt: „Unsere Harke soll den geliebten Boden unserer Heimat reinigen helfen vom Unkraute der geistigen Trägheit und des Unglaubens. Die Harke, ein Werkzeug, welches jeder gebraucht, der ein Stück mütterliche Erde bebaut. Auch unsere Harke ist für jedermann bestimmt, deren Inhalt und seinem Gesichtskreis und Gedankengang angepaßt ist.“, hieß es in der Einladung zum Abonnement anno 1871. Seit 2022 ist die Verlagsgesellschaft Madsack an der J. Hoffmann GmbH & Co. KG zu 51 % beteiligt.

## Teil der Edathy-Affäre
Im Februar 2014 berichtete Die Harke über eine behördliche Hausdurchsuchung der Wohnung des ehemaligen MdB Sebastian Edathy. Dazu veröffentlichte sie online ein Foto, das während der Durchsuchung von außen durch ein Fenster gemacht wurde und Details eines Zimmers zeigte. Dieses Bild wurde kontrovers beurteilt. Der Bundesverband des Deutschen Journalisten-Verbandes meinte: „Insgesamt erscheint die Veröffentlichung der Wohnungsfotos daher als (noch) vertretbar, auch wenn die deutsche Gerichtsbarkeit in solchen Fragen immer wieder für Überraschungen sorgen kann.“ Der Beschwerdeausschuss des Deutschen Presserates hingegen sah in der Veröffentlichung des Bildes „einen schweren Verstoß gegen den Schutz der Persönlichkeit“ (Richtlinie 8.8 des Pressekodex) und sprach eine öffentliche Rüge, die härteste seiner Sanktionsmöglichkeiten, gegen das Blatt aus. Hierzu vertrat der DJV die Ansicht: „Die Entscheidung des Presserats ist als berufsethisches Korrektiv zu verstehen, mit dem die Mitarbeiter der Presse dazu aufgefordert werden, ihre redaktionellen Entscheidungen zu korrigieren bzw. in Zukunft anders auszuüben. Die Frage, ob die Bildverwendung rein rechtlich zulässig war, ist daher davon getrennt zu behandeln.“
Grundsätzlich löste die exklusive Berichterstattung aber die Edathy-Affäre aus. In einem Spiegel-Interview am 17. März 2014 sagte Edathy: „Meine Hoffnung war, dass mögliche Ermittlungen mit geringerer Wahrscheinlichkeit öffentlich werden würden, wenn ich nicht mehr Abgeordneter bin. Das hat, muss man wohl feststellen, nicht funktioniert.“

## Auflage
Die Harke hat wie die meisten deutschen Tageszeitungen in den vergangenen Jahren an Auflage eingebüßt. Die verkaufte Auflage ist in den vergangenen 10 Jahren um durchschnittlich 3 % pro Jahr gesunken. Im vergangenen Jahr ist sie dagegen um 82,9 % gestiegen. Sie beträgt gegenwärtig 13.457 Exemplare. Der Anteil der Abonnements an der verkauften Auflage liegt bei 88,2 Prozent.
| 1998  | 1999  | 2000  | 2001  | 2002  | 2003  | 2004  | 2005  | 2006  | 2007  | 2008  | 2009  | 2010  | 2011  | 2012  | 2013  | 2014  | 2015  | 2016  | 2017  | 2018  | 2019  | 2020  | 2021  | 2022  | 2023 | 2024  |
| ----- | ----- | ----- | ----- | ----- | ----- | ----- | ----- | ----- | ----- | ----- | ----- | ----- | ----- | ----- | ----- | ----- | ----- | ----- | ----- | ----- | ----- | ----- | ----- | ----- | ---- | ----- |
| 23614 | 23603 | 23494 | 23393 | 22898 | 22335 | 21889 | 21471 | 21129 | 20651 | 20238 | 19914 | 19476 | 19020 | 18930 | 18607 | 18266 | 17792 | 17458 | 17122 | 16631 | 16150 | 15726 | 15593 | 14835 | 7357 | 13457 |